# Шухевич, Роман Иосифович
Рома́н Ио́сифович Шухе́вич (укр. Роман Осипович Шухевич; 30 июня 1907, Краковец, Австро-Венгрия — 5 марта 1950, окрестности Львова) — украинский политический и военный деятель, член ОУН, затем ОУН(б) (после 1943 года был её руководителем), с января 1944 года и до своей гибели в 1950 году — главнокомандующий Украинской повстанческой армии (ОУН-УПА). Признан причастным к массовым убийствам поляков и евреев в ходе деятельности УПА на западе Украины.
Принимал участие в создании «Карпатской Сечи», занимал должность начальника штаба. Сотрудничал с оккупационной администрацией нацистской Германии в 1939—1942 годах: обучался в секретной школе абвера, служил в вооружённых подразделениях Третьего рейха, был заместителем командира в спецподразделении «Нахтигаль» в звании гауптмана, а с ноября 1941 года был заместителем командира 201-го батальона шуцманшафта.
Роман Шухевич остаётся противоречивой персоной в истории Украины: для одних граждан страны он, наряду со Степаном Бандерой, в первую очередь считается символом борьбы за независимое украинское государство даже после окончания Второй мировой войны, в то же время для других граждан — коллаборационистом, который был лоялен немецким оккупационным властям.
Своим указом президент Украины Виктор Ющенко в 2007 году присвоил посмертно Роману Шухевичу звание Героя Украины (указ был отменён в 2011 году).

## Биография

### Ранние годы
Родился 30 июня 1907 года в королевстве Галиции и Лодомерии (Австро-Венгрия) в местечке Краковец (Краковцы) Яворовского уезда (по другим данным — во Львове), в семье уездного судьи. Дядя Шухевича в 1919 году командовал 4-й бригадой Галицкой армии.
Предок по отцу, Иван Шух (умер в 1810 году) происходил из села Розвадов на Львовщине. Сын Ивана Шуха сельский священник Евстахий (1778—1824) назвал себя Шухевичем.

### 1920—1930 годы
До 1920 года жил с семьёй в г. Радехов, а затем в Каменке-Струмилове, где отец работал гражданским судьёй. Там он окончил 5 классов гимназии. В 1920 году продолжил обучение во Львове в украинской гимназии (теперь Львовская академическая гимназия), которую окончил в 1925 году. Зародились и укрепились националистические настроения в результате его общения с Евгением Коновальцем, создателем и руководителем Украинской военной организации (УВО), который в 1921—1922 годах снимал у Шухевичей комнату.
В юности был членом скаутской организации «Пласт» (1922—1930), пока она не была запрещена польскими властями.
В 1925 году вступил в УВО.
По окончании гимназии — по одним данным, в 1926—1928 годах выехал в Данциг и поступил в Данцигский политехнический институт, параллельно обучаясь в нелегальной разведшколе УВО под протекцией немцев; по другим данным, проживал в г. Коломыя Станиславской области. С 1928 по 1934 год Шухевич учился на инженерно-строительном факультете Львовского политехнического института, по окончании которого получил диплом инженера.
В 1928—1929 годах Роман Шухевич служил в польской армии. Первоначально был зачислен в артиллерийский полк во Владимире-Волынском, затем в подстаршинскую школу, которую успешно окончил. Из-за доноса в полицию о принадлежности Романа Шухевича к подпольной организации был лишён подстаршинского (сержантского) звания и переведён в другой полк, где служил рядовым.
Во время учёбы был членом студенческого общества «Черноморье», неоднократно избирался делегатом студенческих съездов и конгрессов. В 1930 году стал председателем украинского спортивного клуба.
Деятельность УВО сводилась преимущественно к четырём формам: акты саботажа (поджоги, повреждение телефонной и телеграфной связи), подкладывание бомб, «экспроприации» имущества и политические убийства.
19 сентября 1926 года, будучи боевым референтом УВО, Шухевич застрелил польского школьного куратора Я. Собинского во Львове.
В 1926—1929 годах он был задействован в различных антипольских акциях, курировал школьное образование на Западной Украине. В 1929 году, с созданием ОУН, стал одним из первых её членов.
В ходе подпольной деятельности сменил множество псевдонимов: Монах (Чернець), Туча, Степан, Колокол (Дзвін) (1930—1933), Щука (1938—1939), Тур (1941—1943), Тарас Чупрынка (1943—1950), Роман Лозовский (1944).
В 1930 году назначен руководителем боевой референтуры Краевой экзекутивы ОУН на западноукраинских землях (кличка Дзвін). Летом-осенью 1930 года организовывал и руководил антипольской саботажной акцией: поджогами строений, домов колонистов, уничтожением заготовленного сена, разрушением полицейских участков, покушениями на польских чиновников. Считается, что Шухевич принимал участие в убийстве посла польского Сейма Тадеуша Голувко (Tadeusz Hołówko) 29 августа 1931 года.
Был организатором убийства комиссара полиции Эмилиана Чеховского в Львове 22 марта 1932 года, исполнителем которого был его будущий зять Юрий Березинский. В ноябре того же года был арестован за связь с нападавшими на почту в г. Городок и участие в антипольских студенческих выступлениях. В течение нескольких месяцев содержался в тюрьме, но был выпущен. Осенью 1933 года был техническим организатором нескольких покушений на работника советского консульства Алексея Майлова.
В 1934 году сразу после окончания института некоторое время работал в строительной фирме «Левинского» по ул. Потоцкого 58, а затем совместно с другим украинским националистом Б. Чайковским содержал бюро реклам «Фама» по ул. Городницких № 1.
В 1934 году был арестован польскими властями после покушения на министра внутренних дел Бронислава Перацкого.
В ходе Львовского процесса над Степаном Бандерой и группой его сторонников (1935) осуждён на 4 года тюремного заключения. 1935—1937 годы провёл во Львовской тюрьме. В 1938 году выпущен в рамках всеобщей амнистии и выехал в Германию. Прошёл курс подготовки в военной академии в Мюнхене и получил первый немецкий офицерский чин.

### Деятельность в Карпатской Украине
После раздела Чехословакии в результате Мюнхенского соглашения 1938 года, сейм Карпатской Украины — автономной земли в составе бывшей Чехословакии провозгласил независимость. По инициативе Шухевича, 11 октября 1938 после проведения богослужения в честь Карпатской Украины в соборе святого Юра во Львове ОУН организовала большую манифестацию и многотысячный демонстрационный поход по центру города с лозунгами против Польши и Венгрии, которые стремились установления общей границы в Карпатах путём поглощения Прикарпатья. При этом дошло до столкновений с польской полицией и студентами. Было осуществлено нападение на венгерское консульство. Чтобы нейтрализовать руководство националистического движения, польская полиция 1 ноября задержала Шухевича и поместила под арест на три дня. Сразу после манифестаций и выступлений начались нелегальные переходы галицкой молодёжи через польско-чехословацкую границу в Закарпатье для участия в местных процессах и вступления в состав парамилитарной организации — Карпатской Сечи, что организовывалась там под руководством оуновцев для обороны края. Организацией переходов осенью 1938 года занимался сам Шухевич. Именно он в это время пытался взять на себя ответственную миссию своеобразного посредника между Галицией и Карпатской Украиной. 19 декабря 1938 Шухевич был назначен представителем КЭ ОУН по делам Карпатской Украины. Вскоре, однако, Провод Украинских националистов запретил своим членам переходить польско-чехословацкую границу без разрешения, а представитель ПУН в Закарпатье Ярослав Барановский требовал выезда украинских националистов из Закарпатья.
По поводу перехода Шухевича через польско-чехословацкую границу, мнения историков расходятся. Одни источники утверждают, Шухевич нелегально пересёк её в конце декабря 1938 года вместе с Иваном Бутковским. По данным Василия Кука, Шухевич перешёл границу в окрестностях города Крыница вместе с Юрием Лопатинским («Калиной») и через Братиславу добрался до Хуста 7 января 1939 года. Здесь он принял участие в создании «Карпатской Сечи», заняв должность начальника штаба (кличка Щука). Всего Карпатская Сечь имела около 15000 зарегистрированных членов, но на самом деле лишь 2 тысячи человек из них прошли военное обучение. В январе-феврале 1939 года, во время службы в Военном штабе Сечи, Шухевич побывал в Праге, Вене и Берлине, где встречался с членами руководства ОУН, пытаясь добиться решения о закупке оружия и налаживания финансовой помощи от украинской эмиграции. Согласно приказу ГК ОНОКС Дмитрия Климпуша № 25 от 6 февраля 1939, Шухевичу было присвоено первое офицерское звание четаря. В ночь на 11 марта 1939 Шухевич вместе с Юрием Лопатинским с помощью часового отдела Сечи незаметно похитили у чешских частей около 100 винтовок, 40 пистолетов и 3 коробки с 25 тыс. патронами. Всё полученное оружие было вывезено за 15 км от Хуста и выдано сечевикам на конспиративной квартире.
Во время нападения венгерской армии на Карпатскую Украину участвовал в обороне Хуста. 16 марта после захвата столицы Карпатской Украины перебрался в Великий Бычков. После оккупации Карпатской Украины венграми по данным одних источников Шухевич через Румынию перешёл в Югославию, где жил его дядя, и при этом избежал плена и разоружения со стороны румынских пограничников и передачи в руки венгерской жандармерии, что было сделано с большинством интернированных сечевиков на территории Румынии. В Югославии он находился до начала войны. По данным других — сразу после оккупации Карпатской Украины поехал в Данциг, где Провод ОУН поручил ему дела связи с Западной Украиной. Причём возвращался он обратно через польскую границу, где его задерживал патруль венгерской погранслужбы. Но он, свободно владея немецким языком, выдав себя за немецкого военного корреспондента, сумел пересечь границу.

### Вторая мировая война
- Шухевич сидит третий слева среди курсантов ДУН
- Шухевич сидит второй слева среди старшин батальона  «Нахтигаль»

#### 1939
Осенью 1939 года перебрался в Краков, где действовал центр ОУН. Здесь он выполнял функции референта связи в проводе Украинских Националистов (ОУН) во главе с полковником Андреем Мельником, в частности организовывал нелегальные переходы курьеров в Украину через советско-германскую границу, принимал отчёты от членов ОУН и курьеров, которые прибывали из Украины. В конце 1939 года к нему в Краков приехала жена вместе с сыном Юрием.

#### 1940
После ликвидации в 1938 году в Роттердаме советским агентом Павлом Судоплатовым руководителя ОУН Евгения Коновальца и раскола ОУН в 1940 году на две фракции — ОУН(м) и ОУН(б) — Шухевич поддержал Бандеру и вошёл в руководство его организации (Революційний Провід ОУН), переключив своё внимание на организацию подпольной сети и подготовку вооружённой борьбы на западноукраинских землях, присоединённых в сентябре 1939 года к СССР. В Кракове абвером были организованы специальные курсы, где наиболее одарённые националисты проходили углублённый курс различных дисциплин — Р. Шухевич и Я. Стецько были среди «экзаменаторов».
Переброшенные на территорию УССР члены ОУН-Б собирали информацию о расположении воинских частей и складов РККА, а также подробную информацию о комсоставе РККА. Информация, полученная в августе 1940 НКВД от перехваченного связного ОУН-Б из Кракова сорвала запланированное вооружённое восстание. В ходе мероприятий НКВД против подполья ОУН-Б было захвачено более 2 тысяч винтовок, 43 пулемёта, 600 пистолетов и прочее военное снаряжение и амуниция. ОУН-Б пришлось отозвать раскрытых резидентов на территорию Генерал-губернаторства.
По информации полковника абвера Альфреда Бизанца, в 1940 году Шухевич был инструктором в диверсионно-разведывательной школе абвера в г. Криница (Польша).
Одновременно Шухевич — руководитель военной референтуры Центрального Провода ОУН-Р, позже руководитель краевого Провода ОУН-Р на территории Генерал-губернаторства. Весной 1941 года обучается на высших военных командных курсах для руководителей ОУН-Р, организованных абвером.

#### 1941
Руководители ОУН надеялись, что накануне войны с Советским Союзом Германия окажет им помощь в создании Украинской армии. Но в планы немцев это не входило. Они соглашались только на военное обучение нескольких сотен украинских националистов. В феврале 1941 года на встрече командующего сухопутными войсками генерала В. фон Браухича, начальника абвера адмирала Вильгельма Канариса и руководителя ОУН Степана Бандеры была достигнута договорённость об обучении 800 кандидатов на старшин. Националисты надеялись, что эти старшины должны были стать ядром союзной с вермахтом украинской армии. Но письменного соглашения заключено не было. Но последующее развитие событий показало, что речь шла лишь об обычном диверсионном подразделении в составе абвера.
Создаваемое вооруженное формирование было разделено на две части. В украинских документах созданные батальоны фигурировали под аббревиатурой ДУН (Дружины украинских националистов), а в документах абвера — под названиями: специальный отдел «Нахтигаль» и организация «Роланд». Шухевич занимал должность заместителя командира «Нахтигаля», где отвечал за политико-идеологическую работу с личным составом и боевую подготовку. Сформулированные для них задания были такими же, как для других спецподразделений абвера: обеспечение свободного передвижения немецких частей по Украине, разоружения разгромленных вермахтом частей Красной армии, охрана эшелонов с пленными и боеприпасами, тогда как руководство ОУН рассчитывало, что они составят ядро будущей украинской армии.
В апреле 1941 года участвует в организации Второго конгресса ОУН(б) и написании документа «Боротьба й діяльність ОУН під час війни», где заявляется о планировании основания тоталитарного государства, используя массовое насилие, принудительное удаление «неукраинского населения» и ликвидацию польских, еврейских и «московитских» активистов.
В ходе операции «Барбаросса» батальон «Нахтигаль», где Шухевич в чине гауптмана (капитана) занимал должность украинского заместителя командира, вместе с немецкими войсками принял участие во вторжении на территорию Украинской ССР, действуя в составе подразделения «Бранденбург 800». 22 июня батальон переправился через реку Сан возле села Воловое, двигаясь в боевых порядках 49-го горно-стрелкового корпуса 17-й немецкой армии группы армий «Юг». Затем батальон прошёл форсированным маршем через Яворов — Янов к Львову. 26 июня Красная армия покинула город, который остались прикрывать лишь милиция и подразделения НКВД, однако немецкое командование предпочло не форсировать события. Тем временем прибывшие из города связные сообщили бойцам «Нахтигаля» о том, что в львовских тюрьмах идут массовые расстрелы заключённых. Это сообщение вызвало обеспокоенность у личного состава батальона, и в особенности — у Шухевича, который тут же потребовал от командования ускорить наступление, потому, что в львовской тюрьме Бригидки был заключён его брат Юрий. На основании полученной информации командир батальона самостоятельно принял решение занять город ночью с 29 на 30 июня 1941 года, не дожидаясь подхода основных сил немецкой армии.
Дату вступления «Нахтигаля» во Львов немецкие источники указывает как «ночь 29 июня» — в то время как в различных публикациях послевоенного ОУН датой вступления указывается 30 июня в 4 часа 30 минут. Как бы то ни было, батальон «Нахтигаль» вместе с полком «Бранденбург» вошёл во Львов первым, опередив части вермахта. Они сразу направились к Бригидской тюрьме, однако спасти брата Шухевичу не удалось, так как к тому времени он вместе с другими узниками уже был расстрелян сотрудниками НКВД. Позже батальон захватил стратегические пункты в центре города, включая радиостанцию, откуда был провозглашён Акт восстановления Украинской Государственности. В последующие дни в городе начался погром, жертвами которого стало несколько тысяч поляков и евреев.
С приходом «Нахтигаля» во Львов ОУН(б) 30 июня 1941 года провозгласили создание союзного Великой Германии украинского государства, получившего тут же благословение предстоятеля УГКЦ архиепископа Андрея (Шептицкого), — «Акт провозглашения украинского государства» (Акт проголошення Української Держави). Шухевич был формально назначен заместителем военного министра Украинского государственного правления (Українського державного правління) — правительства самостоятельной Украины во главе с Ярославом Стецько. Однако подобный акт не был поддержан немецким руководством. 3 июля 1941 года государственный подсекретарь Генерал-губернаторства Кундт разъяснил Степану Шухевичу (дядя Романа Шухевича), Бандере и нескольким членам Украинского национального комитета, что для Фюрера «украинских союзников не существует». Через несколько дней Степан Бандера и Ярослав Стецько были направлены в Берлин для дачи разъяснений и прекращения «горячего конфликта» с ОУН(м). В середине сентября 1941 года оба были арестованы а в начале 1942 года помещены в специализированный барак концлагеря Заксенхаузен, где уже находились различные политические фигуры из оккупированных нацистами стран и территорий. Попав в концлагерь, Бандера и Стецько были лишены возможности руководить действиями украинских националистов. Когда же они вышли на свободу в 1944 году, на территории Западной Украины уже давно действовала УПА, созданная без их участия и имевшая своё собственное руководство.
Шухевич лично помогал организовывать создание украинской милиции, которая играла ключевую роль во Львовском погроме в начале июля 1941 года. Согласно данным историка Виталия Масловского, батальон «Нахтигаль» принимал участие в массовой карательной акции в отношении населения города — уничтожении по заранее составленным спискам польской и украинской интеллигенции (см., в частности, Убийство львовских профессоров), советских и партийных работников, еврейского населения, обычных людей, сочувствовавших советской власти, членов их семей. Однако, это противоречит исследованиям Правительственной комиссии по изучению деятельности ОУН и УПА, созданная 8 мая 1997 года по поручению Президента Украины Леонида Кучмы. По материалам рабочей группы, включающей ведущих историков Института истории Украины, обвинения батальона «Нахтигаль» основаны на якобы сфабрикованных в 1960 году в ГДР и СССР уликах против руководителя батальона Теодора Оберлендера. По данным современных украинских историков личный состав батальона якобы был отправлен в недельное увольнение. Тем не менее твёрдо установлен факт, что среди погромщиков были как минимум некоторые служащие батальона «Нахтигаль».
Историк Джон-Пол Химка считает, что скорее всего, «Нахтигаль» в целом как подразделение не принимал участия в Львовском погроме и расстрелах, а основным виновником резни была оуновская милиция под руководством Евгения Врецьоны.
После недельного пребывания во Львове Шухевич вместе с батальоном убыл с немецкими войсками далее на Восток. 7 июля он побывал в Тернополе и Гримайлове. Вместе с 1-м батальоном Бранденбургского полка «Нахтигаль» прикрепили к альпийской охранной дивизии. 13 июля 1941 «Нахтигаль», перейдя реку Збруч, оказался на территории Приднепровской Украины и принял участие в боевых действиях против Красной армии, в частности, под Браиловым и Винницей. Украинский историк Иван Патриляк подтверждает убийство ротой батальона «всех встречных» евреев в двух сёлах Винницкой области.
16 июля 1941 года «Нахтигаль» вошёл в Винницу. После двух недель пребывания в городе «Нахтигаль» был отведён в город Юзвин. Там бойцы батальона узнали о присоединении Галичины к генерал-губернаторству под руководством Ганса Франка и про создание Рейхскомиссариата «Украина» во главе с Эрихом Кохом. Там же стало известно про аресты Бандеры и Стецько. В сложившейся ситуации Шухевич направил в адрес верховного командования вооружённых сил Вермахта письмо, в котором указал, что в «результате ареста нашего правительства и лидера легион не может больше пребывать под командованием немецкой армии». 13 августа 1941 года «Нахтигаль» получил приказ передислоцироваться в Жмеринку, где на железнодорожном вокзале солдат разоружили (оружие вернули в конце сентября), оставив при этом личное оружие офицерам. После этого под охраной немецкой жандармерии их перевезли в Краков, а затем в Нойхаммер (современный Свентошув в Польше), куда батальон прибыл 27 августа. За время участия в боевых действиях в батальоне «Нахтигаль» погибли 39 солдат и были ранены 40.
В октябре 1941 года большинство состава батальона «Нахтигаль» вступили в 201-й батальон шуцманшафта, из 300 оставшихся отказались вступать в шуцманшафт только 15 человек. Практически все участники батальона были членами ОУН. В батальон также были отобраны Шухевичем 60 человек из советских военнопленных. После подготовки в Германии батальон в феврале-марте 1942 года был переброшен в Белоруссию для борьбы с партизанами (подробнее см. статью Украинский коллаборационизм во Второй мировой войне).

#### 1942
Шухевич занимал должность заместителя командира в 201-м охранном батальоне (Schutzmannschaft Battalion 201). Батальон находился в подчинении обергруппенфюрера СС Эриха фон дем Баха.
Личный состав батальона носил немецкую полицейскую униформу, без каких-либо национальных знаков и эмблем. Украинские офицеры первоначально не имели погон, но впоследствии приказом Эриха фон дем Баха они были присвоены офицерскому составу. Батальон нёс охрану дорог и мостов в районе Могилёв — Витебск — Лепель.
Весной-осенью 1942 года батальон принимал участие в акциях против партизан на территории Белоруссии. Первая потеря личного состава произошла 1 мая: унтеркорпорал первого взвода первой роты Виюк подорвался на мине, пытаясь снять красный флаг, вывешенный советскими партизанами недалеко от штаба батальона. Наиболее крупные столкновения с партизанами произошли 16 июня (потери составили два человека), 20 июня, 25 июля (потери — 3 человека) и 19 августа. 29 сентября на дороге Лепель-Ушачи севернее деревни Жары 1-я рота совместно с немецким подразделением уничтожила из засады колонну советских партизан, потеряв при этом двух человек. После боя Моха приказал отвезти раненых в Лепель. Для сопровождения был выделен взвод Кашубинского. Южнее Жар колонна попала в засаду, организованную партизанами из сводного отряда бригад Ф. Ф. Дубровского и Н. М. Никитина и была полностью уничтожена. Потери составили 22 человека украинского личного состава и 7 — немецкого.
Одним из последних сообщений о действиях батальона в Белоруссии стал отчёт о бое 3 ноября 1942 года в 20 км от Лепеля.
За 9 месяцев пребывания в Белоруссии, по собственным данным, «Украинский легион» (201-охранный батальон) уничтожил более 2000 советских партизан, потеряв 49 человек убитыми и 40 — ранеными.
Полковник дивизии СС «Галичина» Евгений Побегущий утверждал в своих мемуарах то, что белорусы хорошо относились к 201-му охранному батальону. Подобное же отношение отмечал и другой член ДУН Теодор Крочак.
Однако белорусские исследователи не согласны с подобными свидетельствами. Так, Сергей Ёрш утверждал, что деятельность Романа Шухевича в качестве офицера 201 полицейского батальона, вызывала недовольство не только советского руководства, но и белорусских националистов. Одна из групп БНП приговорила Шухевича к смерти за якобы совершённые им расправы над мирным населением и даже организовала на него покушение. Но Шухевичу удалось спастись. Тем не менее предпринимались определённые попытки установления контактов между ОУН и представителями белорусского национального подполья (сторонниками Винцента Годлевского). Возможно, летом 1942 года даже состоялась встреча Шухевича с лидерами БНП. Однако каких-либо конкретных результатов эти контакты, очевидно, не дали.
В июле 1942 года сотрудниками гестапо в Киеве при попытке задержания был застрелен краевой проводник ОУН на Восточных украинских землях Дмитрий Мирон («Орлик»). В ноябре двое военнослужащих 201-го батальона — командир роты Василий Сидор и командир взвода Юлиан Ковальский, взяв краткосрочные отпуска, приедут в Киев, где из мести выследят и застрелят на улицах города причастных к убийству Дмитрия Мирона двух агентов гитлеровской СД.
К ноябрю 1942 года из батальона дезертировало много солдат. В конце 1942 года весь личный состав батальона отказался продлить контракт на службу в германской армии, в связи с чем он был разоружён, расформирован и отправлен обратно в Генерал-губернаторство. По другой версии — немцы сами отказались продлевать контракты с украинцами. М. Лебедь позже заявлял, что в конце 1942 года он предлагал Шухевичу перебросить батальон на Волынь и Полесье для борьбы против немцев и советских партизан, Шухевич ответил, что подумает об этом.
В июле 2017 года Служба безопасности Украины опубликовала документы о жизни и деятельности Романа Шухевича. Большая часть обнародованных материалов — протокол допроса жены Шухевича, Натальи Романовны Шухевич-Березинской, состоявшегося 20 июля 1945 года в городе Дрогобыч. В ходе допроса она заявила, что в 1942 году получала продукты питания на себя и детей, как семья военнослужащего немецкой армии, спустя 6 месяцев из-за ухода Шухевича из немецкой армии снабжение прекратилось. Также Наталья рассказала на допросе о том, что по её личному ходатайству через местные немецкие власти она получила 3000 польских злотых для воспитания детей. Это было в конце 1942 или в начале 1943 года.

#### 1943
В январе 1943 года личному составу бывшего 201-го батальона шуцманшафта было приказано вернуться во Львов. Немецкое командование отказалось продлевать с ними контракты, и все его бойцы отказались продолжать службу. Рядовых уволили со службы, а офицеров арестовало гестапо и держало в заключении в тюрьме до апреля 1943 года. Шухевич, зная, что его тоже арестуют, сбежал из под стражи ещё во время конвоирования.
Победа Красной Армии под Сталинградом в начале 1943 года обозначила перспективу военного поражения Германии, а на территории Полесья и Волыни значительно возросла активность красных партизан и руководство ОУН (Б) пришло к выводу, что оно может потерять влияние в регионах.
17—21 февраля 1943 года около посёлка Олеско Львовской области была проведена III конференция ОУН, на которой было принято решение об активизации деятельности и начале вооружённой борьбы. Этот шаг имел такие цели: а) «оторвать от влияния Москвы те элементы украинского народа, которые ищут защиту от угрозы со стороны немецкого оккупанта; б) демаскировать московский большевизм, который свои империалистические намерения и далее угнетать Украину прикрывает лозунгами защиты украинского народа и других угнетённых народов от немецкого оккупанта; в) добыть для украинского народа и для национально-освободительной борьбы независимую позицию на внешнеполитической арене».
Одним из организаторов конференции был Михаил Степаняк (руководитель ОУН на Западноукраинских Землях). Он, будучи убеждённым в близком поражении Третьего Рейха, предложил начать восстание против немцев и выбить их из Украины до прихода Красной армии. После удачного антигерманского восстания, по его мнению, попытки Советского Союза завоевать эти земли выглядели бы в глазах западных союзников как империализм. Для поднятия восстания необходимо было объединение всех украинских сил, поэтому Степаняк выступал за объединение всех западноукраинских политических сил и создание многопартийного правительства. Его предложения были поддержаны Проводом, но так и не были воплощены в реальность как раз из-за противодействия Шухевича, который указал в качестве главных противников советских партизан и поляков.
В то же время некоторые вооружённые подразделения ОУН-Б переходят к активной борьбе с немцами. Руководитель ОУН в Ровно Сергей Качинский («Остап»), ставший ещё в июле 1941 года командиром созданного «Первого куреня Украинского войска им. Холодного Яра» и командир первой роты УПА Григорий Перегиняк («Долбёжка», «Коробка») погибли в боях с немцами в конце зимы 1943 года. На третьей конференции ОУН(б) было окончательно решено приступить к созданию полноценной военной структуры и определены основные враги украинского освободительного движения — нацисты, поляки и советские партизаны.
Ряды УПА в период с 20 марта по 15 апреля 1943 года пополнило от 4 до 6 тысяч членов «украинской» полиции, персонал которой в 1941—1942 годах был активно задействован в уничтожении евреев и советских граждан. Практически сразу вооружённые формирования ОУН(б) начали активные действия против мелких отрядов советских партизан и сёл с этническим польским населением.
Антигерманский фронт УПА, возникший в начале 1943 года и просуществовавший до середины 1944 года, имел временный характер и по мнению украинских историков сводил боевые действия повстанческой армии против германских войск к формам «самообороны народа», рассматривая нацистов как временных оккупантов Украины. Главной целью антинемецких действий ставился не их разгром, а недопущение немецких нападений на территорию, контролируемую УПА. Тем не менее, УПА осуществила сотни нападений на полицейские участки, обозы и склады вермахта, главным образом с целью захвата оружия, снаряжения и продовольствия, а взятые националистами в плен немецкие солдаты чаще всего отпускались на волю, но при этом у них отбиралось вооружение и униформа.
В целом, вооружённые акции УПА против немецких сил не повлияли на ход борьбы между Германией и Советским Союзом и не сыграли заметной роли в освобождении территории Украины от немецких оккупантов. ОУН и УПА не удалось предотвратить вывоз около 500 тыс. украинского населения западных областей на каторжную работу в Третий рейх, им также не удалось воспрепятствовать «хозяйственному грабежу народа» нацистами.
Весной 1943 года бывшие служащие 201-го батальона составили костяк СБ ОУН(б).
13 апреля 1943 года в ОУН(б) произошёл внутренний переворот, в результате которого Шухевич занял должность политического руководителя ОУН(б), сместив ранее занимавшего этот пост Николая Лебедя. Шухевич также снял с поста краевого проводника ОУН на ЗУЗ Михила Степаняка, бывшего сторонника Николая Лебедя (оба они выступали противниками вооружённых акций против польского населения). Его сменил Василь Охримович («Филипп», «Грузин», «Кузьма»).
28 апреля 1943 немцы начали формирование 14-й гренадерской дивизии СС «Галичина» из галицийских добровольцев дистрикта Галиция Генерал-губернаторства. По утверждению украинского эмигрантского историка Владимира Косика, ОУН-Б выступала против создания дивизии и вела агитацию против неё. Однако, как показывают более пристальные исследования и воспоминания самих членов дивизии, дело обстояло сложнее. В ОУН были разные мнения относительно дивизии. Именно Шухевич и часть руководства выступали за то, чтобы националисты шли служить в дивизию для получения военной подготовки. Другие же, включая проводы ПЗУЗ (Северо-западные украинские земли) и ПУЗ (южные украинские земли), выступали против. В результате было принято компромиссное решение: публично ОУН осуждала дивизию, но для получения военной подготовки и влияния в дивизии проводила туда свои кадры. Позднее УПА вливала в свои ряды дезертиров из этой дивизии.
Летом 1943 года в связи с рейдом на территорию Галиции советских партизан под руководством Сидора Ковпака, Шухевич поручил своему бывшему сослуживцу по батальону «Нахтигаль» и 201-му шуцманшафт-батальону — Александру Луцкому для борьбы с ними создать на территории Галиции и, главным образом, в Карпатах, так называемую «УНС» — украинскую народную самооборону. По предложению Шухевича, Луцкий также взял на себя руководство Станиславским и Стрыйским Проводами ОУН. Первые бои УНС против партизан Ковпака начались в начале августа 1943 года. Александр Луцкий рассказал на допросе в НКВД, что «фактически отряды УНС своё задание по ликвидации советских партизанских отрядов Ковпака не выполнили. После нескольких вооружённых столкновений куреня „Чёрные черти“ с отдельными отрядами Ковпака в Прикарпатье, которые особых положительных результатов не дали, командный состав УНС, ссылаясь на слабую военную подготовку личного состава, в дальнейшем избегал встреч с отрядами Ковпака».
В конце июня 1943 Шухевич выдал распоряжение о переподчинении всех вооружённых отрядов украинских националистов ОУН-Б. С этого момента УПА перешла к насильственному поглощению или уничтожению отрядов «оппортунистов» (ОУН(м)) и «атаманчиков» (УПА Бульбы-Боровца). 7 июля 1943 года войска УПА-Север под командованием Ивана Климишина провели в Кременецкой области разоружение военных отрядов ОУН-М, во главе с Николаем Недзведзким («Хреном»). Взятые в плен командиры мельниковских отрядов частично уничтожались Службой безопасности ОУН-УПА (СБ), некоторые пополнили ряды УПА, уцелевшие подразделения стали основой для образованного немцами на Волыни 31-го охранного батальона SD. На август 1943 года приходится пик активных действий бандеровской УПА против УПА Бульбы-Боровца, в результате чего были убиты несколько её командиров и захвачена жена Бульбы-Боровца (которая после пыток СБ ОУН(б) была также убита).
Шухевич принял активное участие в подготовке III Чрезвычайного Сбора ОУН, который в августе 1943 года принял новую политическую платформу «двухфронтовой» борьбы ОУН(б) и УПА против «Империализма Берлина и Москвы». Шухевич на Сборе был избран председателем Бюро Провода ОУН. На съезде националисты поняли неизбежность поражения Германии. Но собственные силы они явно переоценивали. На съезде столкнулись два мнения: Николай Лебедь и Михаил Степаняк полагали, что СССР выйдет из войны настолько сильным, что любое восстание приведёт лишь к массовой гибели украинцев, поэтому националистам надо думать о политической борьбе из эмиграции. Шухевич же считал, что УПА способна на успешное восстание на всей украинской территории и даже за её пределами. Как пишет на основании архивных документов польский историк Гжегож Мотыка, «Шухевич и его единомышленники глубоко верили в то, что Красная армия придёт на западноукраинские земли ослабленной и обескровленной. Именно тогда можно будет с помощью рейдов партизанских соединений привести к взрыву целого ряда народных восстаний, которые уничтожат СССР. Эта концепция была очерчена походом на Хельсинки… Было желание дойти до Кавказа». Как утверждает украинский историк Владимир Дзьобак: «Даже после чрезвычайного съезда. Шухевич не мог решиться на открытую борьбу против немцев. Очевидно, он психологически не был готов бороться с недавними союзниками — профессиональную подготовку Шухевич получил у немцев, вместе с ними участвовал в боях».
Шухевич по данным ряда польских историков является одним из организаторов Волынской резни. Косвенно это подтверждает тот факт, что на Третьем Съезде Михаил Степаняк и Николай Лебедь осуждали Дмитрия Клячкивского, которого польские историки считают главным виновником резни. Но тогда именно Шухевич и ещё ряд командиров УПА поддержали Клячкивского, аргументируя тем, что именно УПА — основной инструмент в борьбе за украинское государство.
Осенью 1943 года была проведена І Конференция ОУН после ІІІ Съезда. На конференции Шухевич предложил выступить против немцев, чтобы дать возможность бойцам УПА закалить себя в бою, а уже потом начать выступление против Красной Армии.
В течение декабря 1943 и января 1944 года совместно с Главным войсковым штабом УПА совершил ряд организационных и оперативных мероприятий по совершенствованию структуры и органов управления повстанческими формированиями, объединения Украинской народной самообороны Галичины с УПА на Волыни в единую структуру.

#### 1944
27 января 1944 года Шухевич назначен командующим УПА. Пост главнокомандующего УПА он занимал до своей гибели. В начале 1944 года по инициативе Шухевича был создан «Главный Военный штаб УПА».
По приказу Шухевича был расстрелян по обвинению в переговорах с немецким командованием куренной командир военного округа «Туров» УПА-Север Порфирий Антонюк («Сосенко»). О переговорах Антонюка стало известно советским партизанам, материалы об этих контактах появились в советской прессе.
С осени в немецких военных школах организовывались курсы, которые должны были в течение двух-трёх месяцев подготовить специальные разведывательно-диверсионные отряды из украинских националистов и немцев. Их должны были выбрасывать с парашютом за линию фронта на территорию Западной Украины, где диверсантам рекомендовалось наладить связь и сотрудничество с УПА, и организовать самостоятельные повстанческие отряды. Помимо этого немцы создали специальную команду абвера (ею руководил капитан Витцель — «Кирн»), которая поддерживала контакты с украинским национально-освободительным движением. Для выяснения возможностей дальнейшего сотрудничества 27 декабря из Кракова в расположение Главного командования УПА самолётом была переброшена специальная группа в составе Витцеля, Юрия Лопатинского, Дмитрия Чижевского и Ивана Гриньоха. Во время встречи с Шухевичем ему передали 5 миллионов рублей, которые предназначались для финансирования антисоветской борьбы ОУН и УПА.
В начале 1944 года УПА втянулись в первые боевые действия против Красной Армии на Волыни и Полесье. Большинство лобовых столкновений с советскими войсками заканчивались для отрядов УПА не в их пользу. В феврале-августе 1944 года в условиях передвижения линии советско-германского фронта с востока на запад Шухевич отдал приказ: «…не проявлять никакой активности, с войсками в столкновения не вступать, сохранять и продолжать готовить кадры, создавать диверсионно-террористические группы для последующей борьбы с Советской властью» и тем самым обеспечил сохранение основных сил УПА (25-30 тыс. человек). В августе 1944 года, после того как войска Красной армии вступили на территорию Венгрии, Румынии и Польши, активные действия УПА вновь возобновились. С конца лета 1944 года УПА перерезает советские коммуникации, грабит и сжигает военные склады на территории Западной Украины. Всего в 1944 году повстанцы совершили 134 диверсии на железных дорогах, взорвали 13 и сожгли 15 железнодорожных и 12 шоссейных мостов, в 1-м полугодии 1945—212 диверсий на железных дорогах, шоссе, линиях связи.
Шухевич негативно относился к созданию на Волыни и Полесье Народно-Освободительной Революционной Организации (НВРО), которая могла быть альтернативой ОУН. Идею замены ОУН другой политической организацией ещё в 1943 году неоднократно поднимал Михаил Степаняк. Именно по его инициативе 17-18 июля 1944 года в лесу возле села Дермань, Здолбуновского района Ровенской области состоялась конференция, в которой приняли участие Дмитрий Клячкивский, Василий Кук и активисты ОУН с ПЗУЗ. Однако НВРО не было суждено просуществовать долго. Михаил Степаняк был захвачен с частью сподвижников советскими органами во время корректировки материалов НВРО.

#### 1945
В начале 1945 года конференция ОУН(б) не рекомендовала С. Бандере возвращаться на украинскую территорию по ряду причин. Фактически Шухевич руководил ОУН(б) и УПА на территориях Западной Украины и Юго-Восточной Польши. С того момента и до своей гибели Шухевич являлся руководителем подполья ОУН(б) на Западной Украине и Юго-Восточной Польше (до его ликвидации в 1950 году).
В связи с окончанием боевых действий на европейской территории Второй мировой войны в мае 1945 года обнародовал обращение «Бойцы и командиры Украинской повстанческой армии!», в котором отметил вклад воинов УПА в победу над Германией.

### Послевоенный период
В новых, послевоенных, условиях руководством УПА планировалась активизация деятельности в центральных и восточных областях. Но эта работа ограничивалась рейдами отдельных групп, подкидыванием листовок и литературы в поездах, отправлением агитационных материалов в письмах рабочим. Объектами пропагандистского воздействия были насильно вывезенные в Сибирь и на восток Украины. Особое внимание при этом уделялось работе среди молодёжи.
Зимой 1945—1946 годов против повстанцев была проведена операция «Большая блокада». Во все населённые пункты Прикарпатья ввели гарнизоны, а мобильные группы разыскивали «бандбоевки» в горах. Повстанцы были вынуждены укрываться в лесных лагерях, в морозы и снегопады. Их базы штурмовали с воздуха Илы 6-го штурмового авиаполка Пограничных войск НКВД. По данным самого же подполья, блокада сократила численность УПА в регионе процентов на шестьдесят. На Станиславщине в 1945—1946 годах погибли свыше 20 тыс. участников движения сопротивления, ликвидирована 1231 подпольная группа, 15,5 тысячи повстанцев явились с повинной. Аналогичная картина наблюдалась и в других регионах Украины. В том же 1946 году Шухевичу было присвоено звание генерала-хорунжего УПА.
1947 год стал последним для УПА на территории Польши. 28 марта на Лемковщине в засаде устроенной УПА был убит заместитель министра обороны Польши генерал Кароль Сверчевский. После этого убийства польские власти приступили к окончательной ликвидации ОУН(б) и УПА на своей территории, создав для этого в апреле оперативную группу «Висла». Переселение украинского населения и высокая активность польских органов правопорядка вынудило остатки УПА и подполья ОУН пробираться на Запад более безопасным путём — через Чехословакию. Из 1,5-2 тысяч членов «Закерзонской» УПА, до цели смогли добраться всего немногим более ста человек. По приказу Шухевича УПА и ОУН(б) в Польше формально были распущены как «полностью утраченные» в начале осени.
В 1948 году Шухевич попытался вступить в контакты с советскими властями и начать мирные переговоры, чтобы уменьшить отрицательные последствия противостояния в западноукраинском регионе, но сам эти контакты и прекратил. В 1948 году остатки подполья ОУН(б) под руководством Шухевича продолжали партизанские действия на территории Львовской, Тернопольской и Ивано-Франковской областей. В первой половине июля в Иловском лесу тогдашней Дрогобычской области он провёл совещание на базе Львовского краевого руководства, которым руководил Зиновий Тершаковец («Фёдор»). В июле-августе прилетел из Станислава в Одессу в сопровождении связной «Анны» и полтора месяца лечился в поликлинике Лермонтовского курорта.
Помимо использования поддельного военного билета на имя Полевого, Шухевич использовал фиктивные документы на имена других лиц (например, Максима Степановича Орловича).
По решению УГВР от 3 сентября 1949 года боевые подразделения УПА формально приостановили свою деятельность.

### Смерть
Органам госбезопасности удалось обнаружить место, где скрывался Шухевич. 3 марта 1950 года была арестована связная Дарья Гусяк (псевдоним «Дарка», «Нуся»). С помощью внутрикамерного внедрения агента МГБ «Розы» удалось узнать точный адрес, по которому находилась другая помощница Шухевича (это была сестра хозяйки конспиративного убежища). 5 марта 1950 года сотрудники МГБ во главе с Павлом Судоплатовым установили, что Шухевич находится в помещении кооперативной лавки в селе Белогорща под Львовом.
На задержание выехали около 20 оперативников МГБ и около 600 военнослужащих 62-й дивизии ВВ. Как пишет в своих мемуарах Павел Судоплатов, генерал МГБ «Дроздов потребовал от Шухевича сложить оружие — в этом случае ему гарантировали жизнь. В ответ прозвучала автоматная очередь. Шухевич, пытаясь прорвать кольцо окружения, бросил из укрытия две ручные гранаты. Завязалась перестрелка, в результате которой Шухевич был убит». По другой версии, во время обыска Шухевич, спрятавшись на площадке лестницы, застрелил из укрытия майора Ревенко, после чего бросился вниз и сам был застрелен автоматной очередью. В результате несогласованных действий опергруппы Шухевичем был убит сотрудник управления 2-Н МГБ УССР майор Ревенко.
Российский историк Борис Нешкин на основании ранее не опубликованных архивных материалов, находящихся на хранении в Российском государственном военном архиве, опроверг устоявшуюся версию ликвидации Шухевича.
Согласно этой версии, во время операции в селе Белогорща, 5 марта 1950 года, Шухевич спрятался в специально оборудованном схроне, находившимся в тамбуре второго этажа. В момент проведения обыска Шухевич выскочил из своего укрытия, бросил на первый этаж гранату и попытался бежать на чердак, где находился лаз в стене, через который можно было вылезти на крышу сарая. Поднимавшийся на второй этаж майор МГБ Ревенко, увидев выскочившего из тайника Шухевича, вступил с ним в борьбу. В это время находившийся на втором этаже военнослужащий 8-й роты 10 стрелкового полка внутренних войск МГБ рядовой Василий Бухтояров выпустил шесть очередей в упор перед собой, убив майора Ревенко и ранив Шухевича. Следовавший за майором Ревенко инструктор служебных собак 4-й стрелковой роты 10 сп ВВ МГБ младший сержант Виктор Панин одиночным выстрелом в висок убил Шухевича.
Никто из участников операции не был награждён орденами или медалями. Сержант внутренних войск Полищук, убивший Шухевича, получил благодарность и премию 1000 рублей. По воспоминаниям бывшего офицера МГБ, участвовавшего в операции по захвату Шухевича, 9 марта 1950 года был получен приказ вывезти тело генерала «Тараса Чупрынки» — Романа Шухевича за пределы Западной Украины и сжечь, а пепел развеять. Именно это и было сделано на левом берегу реки Збруч, напротив города Скала-Подольская. По данным Службы безопасности Украины, останки Шухевича были сброшены в реку. В 2003 году на том месте, где это примерно могло происходить, был установлен крест, а 13 октября 2005 года — памятный знак.

## Участие в массовых убийствах
«У нас есть целое досье, из которого следует, что Шухевич был одним из причастных к массовым убийствам. До этого времени украинская сторона не обращалась к нам с просьбой передать эти документы. Если такая просьба поступит, думаю, мы её удовлетворим», — заявил в интервью радиостанции «Немецкая волна» руководитель иерусалимского мемориального комплекса «Яд ва-Шем» Йосеф (Томи) Лапид. После посещения Израиля 27 февраля 2008 года делегацией Украинского института национальной памяти с целью проверки этих сведений, советник главы СБУ, кандидат исторических наук Владимир Вятрович заявил, что в архивах мемориального комплекса нет документов, которые бы подтверждали причастность Романа Шухевича к убийствам евреев на Украине в годы Второй мировой войны. По его словам, украинской стороне были переданы две небольшие папки с копиями документов. В первой из папок были протоколы допроса в КГБ одного из офицеров УПА Луки Павлишина, в которых содержались лишь общие фразы, а также более детальные показания Ярослава Шпиталя, которые ещё в 1960 году были опубликованы в советской пропагандистской брошюре «Кровавые преступления Оберлендера» и уже были известны историкам. Во второй папке содержались показания Григория Мельника, бывшего солдата «Нахтигаля», также ранее опубликованные в этой брошюре. Документы, найденные в архиве СБУ, якобы свидетельствуют, что Григорий Мельник был завербован КГБ для участия в суде, так как согласно указаниям из Москвы его следовало «подготовить для допроса», использовав «опубликованные в прессе статьи о преступлениях „Нахтигаля“». Именно эти показания были использованы как основные на судебном процессе в Восточной Германии, целью которого было скомпрометировать одного из немецких командиров «Нахтигаля» Теодора Оберлендера.
В интервью, которое дали представители «Яд ва-Шем» в ответ на заявление Вятровича было сказано следующее: «Заявление Владимира Вятровича, выпущенное позавчера, грешит против правды». В продолжении интервью представители «Яд ва-Шем» подтвердили, что руководитель иерусалимского мемориального комплекса «Яд ва-Шем» Йосеф (Томи) Лапид в своём заявлении опирался на научное исследование, указывающее на глубокую и интенсивную связь между батальоном «Нахтигаль» во главе с Романом Шухевичем и немецкими властями, и также связывающим батальон «Нахтигаль» под командованием Шухевича с погромом во Львове в июле 1941 года, унёсшим жизни приблизительно 4000 евреев. Лапид также опирался на документы, имеющиеся в архиве, касающиеся батальона «Нахтигаль» и Романа Шухевича. Экземпляры этих документов были переданы украинской делегации. СБУ утверждает, что никаких доказательств в них не было.
Сами бывшие легионеры, эмигрировавшие после войны в США, в ходе слушаний в Конгрессе в 1954 году утверждали, что «Нахтигаль» был выведен немецким командованием из города 7 июля 1941 года и не имел отношения к уничтожению евреев и польской интеллигенции Львова в ночь с 29 на 30 июня 1941 года. Что впрочем никак не подтверждается архивами ФРГ. По утверждению представителей израильского мемориального комплекса «Яд ва-Шем», в его архивах сохраняется собрание документов, полученных из немецких и советских источников, которые указывают на причастность украинских националистов к карательным операциям против еврейского населения Львова летом 1941 года. По их данным, в уничтожении евреев принимали участие члены «Einsatzgruppe C», немецкие солдаты и обобщённо, без конкретизации — «украинские националисты».
По данным специалиста по истории Холокоста А. И. Круглова и историка Даниила Романовского, в июле 1943 года Шухевич отдал приказ уничтожать спасшихся от нацистов евреев, в августе того же года Шухевич отдаёт приказ уничтожать поляков, евреев и цыган и, в виде исключения, брать в отряды только медицинский персонал.

## Семья
- Дед — Владимир Иосифович Шухевич (1849—1915) — общественный деятель, этнограф, педагог и публицист, действительный член Научного общества имени Тараса Шевченко.
- Отец Иосиф-Зиновий Владимирович Шухевич (1879—1948) и мать Евгения-Эмилия Ивановна (урождённая Стоцкая) (1883—1956) проживали во Львове до 1945 года. Мать за «сокрытие связей с ОУН» была арестована и приговорена к трём годам ИТЛ. Отец, бывший уже к тому времени инвалидом, некоторое время жил один, но был также отправлен в ссылку, где по прибытии умер в больнице в 1948 году[108].
- Брат Юрий (1910 — 24—26 июня 1941 года) в 1941 году, в самом начале Великой Отечественной войны был расстрелян в ходе «разгрузки» львовской тюрьмы[109]. Всего было расстреляно 2466 узников местной тюрьмы[110].
- Сестра Наталья (1922 — 21 февраля 2010 года) в 1940 году была арестована за содержание явочной квартиры ОУН и приговорена к 10 годам ИТЛ. После освобождения вышла замуж за Муталифа Геграева и переехала с ним во Львов, потом они вместе вернулись на родину к мужу, в Нальчик, где и прожила всю жизнь. Умерла в 2010 году в возрасте 88 лет[111].
- Жена Наталья Романовна Березинская до 1945 года была на нелегальном положении, 17 июля 1945 года[88] арестована МГБ и 16 июля 1947 года приговорена к 10 годам ИТЛ с конфискацией имущества[112].
- Сын Юрий (1933—2022) и дочь Мария (в замужестве — Трилевская) после ареста матери были помещены в детский дом — сначала в Чернобыле, а потом в Сталино (Донецк). Летом 1947 года Юрий бежал из детского дома и вернулся на Западную Украину, где ему удалось установить связь с отцом, с которым он дважды встречался. В 1948 году Шухевич-старший дал ему задание выкрасть сестру, дав ему в напарники одну из своих связных, но в Сталино Юрия узнали и арестовали. В 1949 году он был приговорён к 10 годам ИТЛ[113]. Был амнистирован в 1954 году, но через несколько месяцев снова арестован. В 1958 году, когда кончался его 10-летний срок, он освобождён не был, а его осудили ещё на 10 лет, вышел на свободу в 1968 году, затем опять арестован в марте 1972 и находился в заключении по 1982 год, сроки отбывал в Дубравлаге и Владимирской тюрьме[114].

## Ирина Райхенберг
В апреле 2008 года на общественных исторических слушаниях «Евреи в украинском освободительном движении», проводившихся СБУ совместно с Украинским институтом национальной памяти, историк Владимир Вятрович, советник и. о. руководителя СБУ и один из руководителей созданной в 2003 году во Львове общественной организации «Центр исследований освободительного движения», заявил о том, что жена Романа Шухевича Наталья в сентябре 1942 — феврале 1943 года прятала у себя соседскую девочку-еврейку Ирину Райхенберг. По утверждениям Вятровича, именно Шухевич помог с изготовлением для девочки новых документов на имя украинки Ирины Рыжко (по которым она значилась дочерью погибшего офицера Красной армии), а после того, как Наталья Шухевич была арестована гестапо, Роману Шухевичу удалось переправить девочку в сиротский приют при женском грекокатолическом монастыре василианок в Пилипове, близ местечка Кулыкив — в 30 км от Львова. В то же время Служба безопасности Украины не предоставила никакой информации относительно обстоятельств или мотивации спасения.

## Легенды и мифы

### Награждение Железным крестом
30 мая 2007 года депутат Верховной рады от КПУ Пётр Симоненко на одном из заседаний, посвящённых указу президента Украины Виктора Ющенко о проведении мероприятий по случаю 100-летия со дня рождения Шухевича, заявил следующее: «Украина не должна чтить память человека, получившего от Адольфа Гитлера два Железных креста». 25 апреля 2009 года Юрий и Мария Шухевичи подали в суд на Симоненко за клевету, и 14 апреля 2010 года Печерский районный суд Киева обязал Симоненко опровергнуть неправдивую информацию. В 2017 году СБУ рассекретила документы, и выяснилось, что Симоненко, возможно, перепутал Шухевича с Юрием Лопатинским, близким другом Романа Шухевича, который действительно был награждён Железным крестом, числился в рядах ОУН под псевдонимом «Калина», а в абвере имел звание обер-лейтенанта.

### Сожжение Хатыни
27 марта 2014 года президент Белоруссии Александр Лукашенко в эфире 1 канала заявил, что Шухевич и в целом Украинская повстанческая армия, принимали участие в сожжении Хатыни. На самом деле в этом преступлении участвовал 118-й батальон шуцманшафта, а не 201-й батальон шуцманшафта, в котором в то время служил Роман Шухевич (Украинская повстанческая армия на тот момент ещё не была создана). Впрочем, высоковероятно участие 201-го батальона в иных карательных действиях на территории Беларуси.

## Героизация Романа Шухевича на Украине
Многие украинские сторонники национализма при рассмотрении исторических аспектов периода Второй мировой войны сотрудничество ОУН с Германией, еврейские погромы и массовые убийства поляков УПА замалчивают, затушёвывают или прямо отрицают. Период с августа 1941 по январь 1943 года также часто опускается в биографии Шухевича, вместо этого подчёркивается роль Шухевича в качестве командующего УПА с 1943 по 1950 годы. «Летопись УПА» содержит 2 тома, посвящённых Шухевичу, однако почти ничего не сообщает о его деятельности в 1942 году и тщательно избегает использования слова «шуцманшафт». УГВР посмертно наградил своего руководителя Золотым Крестом Боевой Заслуги 1-го класса и Золотым Крестом Заслуги. Руководство Пласта посмертно именовало Романа Шухевича Гетманским пластуном Скобом.
В 1990-е годы в честь Романа Шухевича были переименованы две улицы во Львове и создан музей в доме, где погиб Роман Шухевич. В начале 1990-х годов улица Бехтерева была названа улицей Романа Шухевича. В 1996 году решением Львовского городского совета улица Пушкина была переименована в улицу Генерала Чупрынки; при этом на здании польской школы, которая находится на этой улице, был установлен барельеф в честь Шухевича. В Одессе переулок Грибоедова был переименован в переулок Романа Шухевича. По этому поводу председатель Одесского горсовета и депутат от Народного руха Украины Эдуард Гурвиц заявил: «Мы переименовали переулок Грибоедова в улицу Шухевича — врага КГБ, который сражался с кагэбэшниками в Западной Украине. И теперь наша СБУ находится на углу Шухевича и Еврейской». После ухода Эдуарда Гурвица со своего поста переулку было возвращено дореволюционное название — Покровский (решение сессии Одесского горсовета № 204-XXIII от 14.09.1999). Но с июня 2016 года в Одессе опять появилась улица Романа Шухевича (бывшая ул. Ярослава Галана). 20 мая 2016 года в Полтаве Пионерский переулок переименовали в переулок Романа Шухевича. 1 июня 2017 года Киевский городской совет принял решение о переименовании проспекта Генерала Ватутина в проспект Романа Шухевича, в соответствии с ранее выдвинутой инициативой Украинского института национальной памяти. 25 июня 2019 года Окружной административный суд г. Киева отменил решение Киевского городского совета о переименовании проспекта Генерала Ватутина в проспект Романа Шухевича. 9 декабря 2019 года Шестой апелляционный административный суд Киева подтвердил законность решения КГГА про переименование проспекта Генерала Ватутина в Киеве в проспект Романа Шухевича.
Улицы, проспекты и переулки Романа Шухевича (или Генерала Чупрынки) имеются в следующих городах Украины: Киев, Днепр, Житомир, Кропивницкий, Луцк, Львов, Одесса, Полтава, Ровно, Сумы, Тернополь, Ужгород, Черновцы, Белая Церковь, Бердичев, Бровары, Владимир-Волынский, Дрогобыч, Калуш, Ковель, Кодыма, Коломыя, Коростень, Корсунь-Шевченковский, Надворная, Новоград-Волынский, Новый Буг, Овруч, Первомайск, Самбор, Стрый, Умань, Христиновка, Червоноград, Шепетовка, и других. В Ивано-Франковске есть улица Шухевичей.
29 июня 2007 года Почта Украины выпустила марку, посвящённую Шухевичу. 26 июня 2008 года Национальный банк Украины выпустил монету 5 гривен в честь Романа Шухевича. На аверсе монеты вычеканена фраза «Героям слава!».

### Звание Героя Украины
12 октября 2007 года Указом президента Украины Виктора Ющенко Роману Шухевичу было посмертно присвоено почётное звание «Герой Украины» с формулировкой «за выдающийся личный вклад в национально-освободительную борьбу за свободу и независимость Украины и в связи со 100-летней годовщиной со дня рождения и 65-летней годовщиной создания Украинской повстанческой армии». 19 октября 2007 года Луганский областной совет принял обращение к Ющенко отменить указ о присвоении звания Героя Украины Роману Шухевичу. 23 октября 2007 года Луганский городской совет направил аналогичное обращение к Виктору Ющенко. 21 апреля 2010 года Донецкий апелляционный административный суд признал незаконным указ, изданный президентом Виктором Ющенко, о присвоении звания Героя Украины главнокомандующему УПА Роману Шухевичу и отменил его. Решение суда вступило в силу. 16 февраля 2011 года высший административный суд Украины приостановил рассмотрение дела о признании незаконным и отмене указа о присвоении звания Героя Украины главнокомандующему УПА Роману Шухевичу.
2 августа 2011 года Высший админсуд Украины оставил в силе решение донецкого суда о признании незаконным присвоение Роману Шухевичу звания Героя Украины.
12 октября 2011 года Высший админсуд отказал в допуске заявлений о пересмотре своего решения к производству Верховного суда.
В июле 2019 года Администрация президента Украины Владимира Зеленского сообщила, что указ № 965/2007 «О присвоении Р. Шухевичу звания Героя Украины» от 12 октября 2007 года действителен, не упомянув о признании его незаконным решением суда.

### Звание Почётного гражданина
- «Почётный гражданин города Хуст» — 10 марта 2010 года присвоено городским советом города Хуст[138]. Отменено судом 20 мая 2011 года[139][140].
- «Почётный гражданин города Тернополя» — 30 апреля 2010 года присвоено Тернопольским городским советом[141].
- «Почётный гражданин города Ивано-Франковска» — 6 мая 2010 года присвоено Ивано-Франковским городским советом[142].
- «Почётный гражданин города Львова» — 7 мая 2010 года присвоено Львовским городским советом[143].

### Памятники Роману Шухевичу
|  |  |  |

В настоящее время на территории Западной Украины монументальные памятники Роману Шухевичу (от небольших бюстов до бронзовых изваяний в полный рост) установлены в населённых пунктах:
- Ивано-Франковск, бронзовая фигура на гранитном постаменте. Открыт 24 мая 2019 года на одноимённой улице возле школы-гимназии № 2.
- Калуш Ивано-Франковской области; памятник генерал-хорунжому УПА Роману Шухевичу в день 105-й годовщины со дня его рождения, бронзовая скульптура на высоком постаменте, открыт 30 июня 2012, скульптор Игорь Семак.
- Львов, микрорайон Белогорща (Зализнычный район) — здесь на относительно небольшом удалении друг от друга в разное время были установлены три памятника: бронзовый барельеф Романа Шухевича на белокаменной мемориальной плите рядом со входом в музей; бронзовая фигура в полный рост, установлена в 2006 (?) году; бронзовый бюст на высоком постаменте, открыт 5 марта 2009 года, скульптор Ярослав Скакун.
- село Воля Задеревацкая Львовской области; бронзовый барельеф на одной из белокаменных стел на аллее борцов за независимость Украины.
- село Горишни Львовской области, многофигурная бронзовая композиция, состоящая из фигур Степана Бандеры, Романа Шухевича и Тараса Шевченко под Покровом Божией Матери, открыт 25 августа 2011 года.
- В настоящее время во Львове планируется установка ещё одного монументального памятника Роману Шухевичу[144].
- село Заболотивцы Тернопольской области; открыт 1 марта 2009 года, скульптор Богдан Дячук.
- село Княгиничи Ивано-Франковской области; открыт 13 ноября 2005 года.
- Львов — на Лычаковском кладбище сооружён, облицованный серым гранитом, мемориал с надписью «укр. Славної пам`яті головного командира УПА Романа Шухевича 1907—1950»
- Моршин (близ с. Воля Задеревацкая) Львовской области; открыт 14 октября 1997 года, скульптор В. Гурмак.
- село Тишковицы Ивано-Франковской области; открыт в 2007 году.
- село Тюдив Ивано-Франковской области; открыт 9 июля 2009 года.
- На месте предполагаемого сожжения останков Романа Шухевича, на берегу реки Збруч близ с. Гукив Черемовецкого района Хмельницкой области 13 октября 2005 года был открыт памятник, представляющий собой высокий гранитный крест, в основании которого укреплена доска с надписью на украинском языке: «На этом месте 9 марта 1950 года вознёсся в небо рыцарский дух главнокомандующего УПА, верного сына украинского народа, генерала Романа Шухевича, который погиб 5 марта 1950 года под городом Львовом в неравном бою с московско-большевистскими ордынцами в результате подлого предательства».

Помимо памятника, в вышеупомянутом с. Княгиничи 30 июня 2007 года был открыт дом-музей Романа Шухевича.
1 июня 2017 года Киевсовет принял решение переименовать проспект Генерала Ватутина в проспект Романа Шухевича, но 12 июня 2017 года Окружной административный суд Киева приостановил переименование. 9 декабря 2019 года Шестой апелляционный административный суд Киева подтвердил законность переименования проспекта.
Имя Романа Шухевича также увековечено на мемориальных досках ряда городов Западной Украины.
1 июля 2017 года имя Романа Шухевича было присвоено речному прогулочному теплоходу в Киеве.
5 марта 2021 года на сессии Тернопольского городского совета было принято решение присвоить Тернопольскому городскому стадиону имя Романа Шухевича.
1 января 2024 года дом-музей Романа Шухевича был обстрелян российской армией и полностью сгорел.

## Образ в кинематографе
В 2000 году о Романе Шухевиче был снят художественный фильм «Непокорённый» (укр. «Нескорений», Киностудия им. А. Довженко, режиссёр Олесь Янчук, в роли Шухевича — Григорий Гладий.

## Образ в художественной литературе
В литературе Роман Шухевич и Степан Бандера фигурируют в романе «Третья карта» Юлиана Семёнова.